# 市川一雄
市川 一雄（いちかわ かずお、1935年 - 2019年4月17日）は、日本の作家、編集者。

## 人物
長野県下諏訪町出身。長野県諏訪清陵高等学校卒。地域紙「湖国新聞」編集長を経て、編集工房「草原社」（現「あざみ書房」）を設立し、地方文献を出版。
- 『村の歳時記』(全4巻) 著:今井久雄
- 『諏訪湖の恵み』著:小松茂勝

文芸誌『窓』編集発行人。自身の著書も多数。
「諏訪こぶしの会」（新田次郎顕彰会）会長、「ふるさとの製糸を考える会」副会長、諏訪市文化財専門審議委員、下諏訪町文化財専門委員等、多数の役職を務めた。
霧ヶ峰 ビーナスライン建設にあたり、新田次郎、藤森栄一らと共に反対運動（霧ヶ峰八島線事件）に取組み(1967～)、当初の八島ケ原湿原や旧御射山遺跡を通る計画を回避させた。
前記反対運動と前後して発行を開始したミニコミ誌『諏訪文化新報』や、諏訪地域の文芸雑誌『諏訪文学』等においては、「市川梶郎」のペンネームも用いた。
2019年4月17日、悪性黒色腫のため死去。

## 著書
- 『市川一雄回想記』共著:牛山一貴（あざみ書房 2022年）
- 『四王湖岸』（鳥影社 2019年）
- 『岡谷製糸王国記』（鳥影社 2019年）
- 『と川石人語り』（草風社 2002年）
- 『と川子別れ』（鳥影社）
- 『すわ人物風土記』（信州風樹文庫ふうじゅの会）
- 『すわ湖の町の平成元年』（あざみ書房）
- 『諏訪大社大紀行』共著:嶋崎昭典（一草舎）
- 『諏訪大社の御柱と年中行事』共著:宮坂光昭（郷土出版社）
- 『戦争が消した〝諏訪震度6〟』共著:宮坂五郎（信濃毎日新聞社）